# ワルザザート空港
ワルザザート空港 (アラビア語: مطار ورززات, (IATA: OZZ, ICAO: GMMZ)) は、モロッコ、ドラア＝タフィラルト地方のワルザザートにある空港である。2016年には52,791人が利用した。

## 施設
駐機場の広さは21,914m²で、ボーイング737機を3機おくことができる。また、ターミナルは3,200m²で、年間260,000人が利用できるように設計されている。
舗装された滑走路の方角は12/30であり、3,000 by 45メートル (9,843 ft × 148 ft)。ボーイング747クラスのジェット機も着陸できる。空港には計器着陸装置や距離測定装置が備わっている。

## 就航路線
| 航空会社                               | 就航地                              |
| -------------------------------------- | ----------------------------------- |
| ロイヤル・エア・モロッコ               | カサブランカ、パリ/オルリー         |
| ロイヤル・エア・モロッコ・エクスプレス | カサブランカ、ザゴラ、マラケシュ    |
| TUIフライ・ベルギー                    | 季節運航: ブリュッセル/シャルルロワ |